# Слов'янська партія
Слов'янська партія — заборонена в Україні проросійська політична партія, до 1998 року називалася «Громадянський конгрес України».

## Історія
21 березня 1992 року в Харкові відбулася консультативна зустріч деяких політичних діячів східних регіонів України. На зустрічі було прийнято рішення створити нову політичну силу, задля чого 16 травня у Донецьку під керівництвом Миколи Азарова був проведений конгрес, який прийняв назву майбутньої організації — Громадянський конгрес України (ГКУ), і обрав тимчасовими співголовами ГКУ лідера «Руху за відродження Донбаса» Олександра Базилюка, Народного депутата України Валерія Мещерякова та голову руху «Демократичний Донбас» Миколу Рагозіна. Крім того до складу тимчасової робочої президії увійшли голова харківського відділення «Руху демократичних реформ» Анатолій Волченко, голова громадської організації «Вибори 89» Павло Хаймович, голова «Інтерруху Донбасу» Дмитро Корнілов, один з лідерів «Громадянського форуму України» Олександр Лузан і "отаман Донських козаків" Владислав Карабулін.
3 жовтня 1992 року в Донецьку під проводом Павла Хаймовича відбувся другий з'їзд, на якому був офіційно створений Громадянський конгрес України. Співголовами ГКУ стали Олександр Базилюк, Валерій Мещеряков та Народний депутат України Володимир Терехов. Також було прийнято рішення створити на основі ГКУ дві партії — економічно спрямовану Партію парці та її політичну союзницю — партію «Громадянський союз». Остання була створена того ж 3 жовтня. ЇЇ головою був обраний Олександр Базилюк, його заступниками — Анатолій Волченко й Олександр Лузан. На установчому з'їзді Громадянського конгресу України були представлені такі організації: Громадянський форум (на базі якого і було створено ГКУ), Вітчизняний форум, Слов'янський Союз, відомий патріотичний клуб «Родина», філія Народно-трудового союзу, залишки та чисельні оргкомітети, товариства та общини російськомовного населення. Під час з'їзду зі складу ГКУ вийшла радикальніша група, що пізніше утворила Партію слов'янської єдності України (філія РНЕ, Слов'янський союз, НТС та інші).
З часом Партія праці дистанціювалася від Громадянського союзу і останній залишився у складі ГКУ фактично самітний. Через це 10 червня 1993 року Громадянський союз був зареєстрований як політична партія під назвою «Громадянський конгрес України».
У 1993 році ГКУ висунув ідею створення на основі СНД Євразійського Союзу, що передбачало ратифікацію парламентами республік, що увійшли в нього, двох документів — Євразійської Хартії та Договору про Євразійське Співтовариство. Перший документ містив би у собі Декларацію прав людини та Декларацію прав народів у Співтоваристві. Другий мав би зафіксувати рівність суб'єктів, підтвердити їх суверенітет, розмежувати повноваження Міжпарламентської Асамблеї, Президентської Ради, Колегійної Ради. Договір мав би також містити в собі документи про укладення гуманітарного, економічного, дипломатичного та оборонного союзів. В Співтоваристві (прототип якого — СРСР) мали б бути сформовані загальний ринок на основі рівності всіх форм власності, загальні інформаційне, культурне, громадянське та правове поле.
В цілому ж діяльність ГКУ зводилася до чотирьох тез, які зазначені в його програмних документах: підписання Україною двосторонніх угод з Росією та іншими державами про подвійне громадянство; збереження в повному обсязі телепередач «Останкіно» та РТР; надання російський мові статусу другої державної та зміцнення СНД.
Третій з'їзд ГКУ відбувся під проводом Олександра Базилюка 18 вересня 1993 року в Києві. Були прийняті зміни до статуту та партійна фана. З метою висування кандидатів в Народні депутати України на парламентських виборах 1994 року 18 — 19 грудня в Харкові відбувся четвертий з'їзд ГКУ. Також було прийнято рішення вважати партію за ліво-центристську.
На виборах до українського парламенту були обрані лише два кандидати від ГКУ — Володимир Алексєєв (Індустріальний виборчий округ № 369) і Юрій Болдирєв (Кіровсько-Шахтарський виборчий округ № 112). Обидва, однак, залишили ГКУ ще до кінця каденції у 1998 році.
Під час першого туру президентських виборів 1994 року ГКУ підтримував Леоніда Кучму та Олександра Мороза, у другому — Леоніда Кучму.
П'ятий з'їзд ГКУ відбувся 5 — 6 листопада 1994 року в Донецьку. Головою партії було обрано Олександра Базилюка, його заступником Олександра Лузана, секретарем — Олену Геллер.
22 квітня 1995 року в Сімферополі пройшов сьомий з'їзд Республіканської партії Криму, який ухвалив рішення про самоліквідацію та пропонував своїм членам вступати до лав ГКУ.
16 березня 1996 за активним сприянням ГКУ у Києві був створений Конгрес російських організацій України, головою якого став Олександр Базилюк. Шостий з'їзд ГКУ пройшов наступного дня в Києві.
На сьомому з'їзді партії 24 травня 1997 року в Києві відбулися вибори голови партії, у яких переміг Олександр Базилюк, друге місце посів Володимир Алексєєв.
На парламентських виборах 1998 року ГКУ разом з Українською партією справедливості входив до складу блоку «Трудова Україна», виборчий список якого очолював генерал Герасимов. Блок отримав 813 326 голосів виборців (3,06 %) і посів 11-е місце з 30, але потрапити до Верховної Ради йому не вдалося.
26 квітня 1998 року на восьмому з'їзді у Донецьку ГКУ був перейменований на Слов'янську партію.
15 травня 1999 року у Донецьку відбувся дев'ятий з'їзд Слов'янської партії, який висунув Олександра Базилюка кандидатом у Президенти України. Останній зайняв на виборах передостаннє місце, отримавши 36 012 голосів виборців (0,14 %).
17 квітня 2001 року пройшов десятий з'їзд Слов'янської партії. Напередодні парламентських виборів 2002 року 25 січня Слов'янська партія провела разом із Всеукраїнським політичним об'єднанням «Єдина Родина», Всеукраїнською чорнобильською народною партією «За добробут та соціальний захист народу» та Партією вільних селян та підприємців міжпартійний з'їзд, на якому було прийнято рішення щодо створення виборчого блоку «За Ющенка!». Але 14 лютого ЦВК відмовила блоку «За Ющенка!» у реєстрації через порушення виборчого законодавства. Таким чином Слов'янська партія не отримала можливості потрапити до Верховної Ради України.
30 — 31 жовтня 2003 року в Донецьку відбувся 12-й з'їзд Слов'янської партії, на якому було змінено статут. 4 липня 2004 року в Донецьку пройшов 13-й з'їзд партії, який знову висунув Олександра Базилюка на посаду Президента України. Але й цього разу він вибори програв, отримавши 8 963 голоса (0,03 %). У другому турі партія підтримала Віктора Януковича.
17 грудня 2005 року в Донецьку відбувся 14-й партійний з'їзд, на якому було прийнято рішення щодо участі у Виборчому блоці політичних партій «ЗА СОЮЗ». На парламентських виборах 2006 року цей блок отримав лише 51 569 голосів виборців (0,20 %). 14 жовтня 2006 року знову в Донецьку пройшов 15-й з'їзд Слов'янської партії. Було ухвалене рішення про злиття з Партією регіонів. Але це рішення не було виконане і пізніше скасоване 16 з'їздом партії (червень 2007). Так, на виборах до Київської міської ради 25 травня 2008 року вона входила до складу блоку «Київський прорив», який зайняв передостаннє місце (227 голосів, 0,02 %). У 2014 році партія брала участь до виборів київради самостійно. Результат був набагато кращий, але недостатній для здолання бар'єру.
До останніх акцій Слов'янської партії належать пікетування грузинської амбасади 11 серпня 2008 року та Національної ради України з питань телебачення і радіомовлення 20 листопада того ж самого року.
17 квітня 2010 року в Києві відбувся 18-й з'їзд партії, який радикально обновив керівництво. Незмінний голова О. Ф. Базилюк, у зв'язку з хворобою, пішов у відставку. Новим лідером став керівник столичної парторганізації Олександр Лузан, заступником — голова Донецької обласної Сергій Кубаєв, секретарем — голова Київської міської організації Родіон Книш.

## Ідеологія партії

### Проросійська ідеологія партії
Станом на 2013 рік «Слов'янська партія» було однією з найбільших проросійських партій України. 

## Заборона
22 жовтня 2024 року рішенням Восьмого апеляційного адміністративного суду, діяльність партії в Україні було заборонено. Суд також постановив конфіскувати у власність держави майно, кошти та інші активи партії. 